# Gare de Flessingue
La gare de Flessingue (en néerlandais station Vlissingen) est une gare néerlandaise située à Flessingue, dans la province de la Zélande.
Elle est construite dans le port de Flessingue, permettant une correspondance directe avec le service de bac desservant Breskens en Flandre zélandaise.

## Situation ferroviaire
La gare est située sur la ligne Rosendael - Flessingue, desservant la péninsule zélandaise formée par Zuid-Beveland et Walcheren, et elle en est le terminus.

## Histoire
Avant la Seconde Guerre mondiale, la gare s'appelait Vlissingen Haven (Flessingue Port).

## Service des voyageurs

### Desserte
Les trains s'arrêtant à la gare de Flessingue font partie du service assuré par les Nederlandse Spoorwegen reliant Flessingue à Roosendaal, régulièrement en service continu jusqu'à Amsterdam.

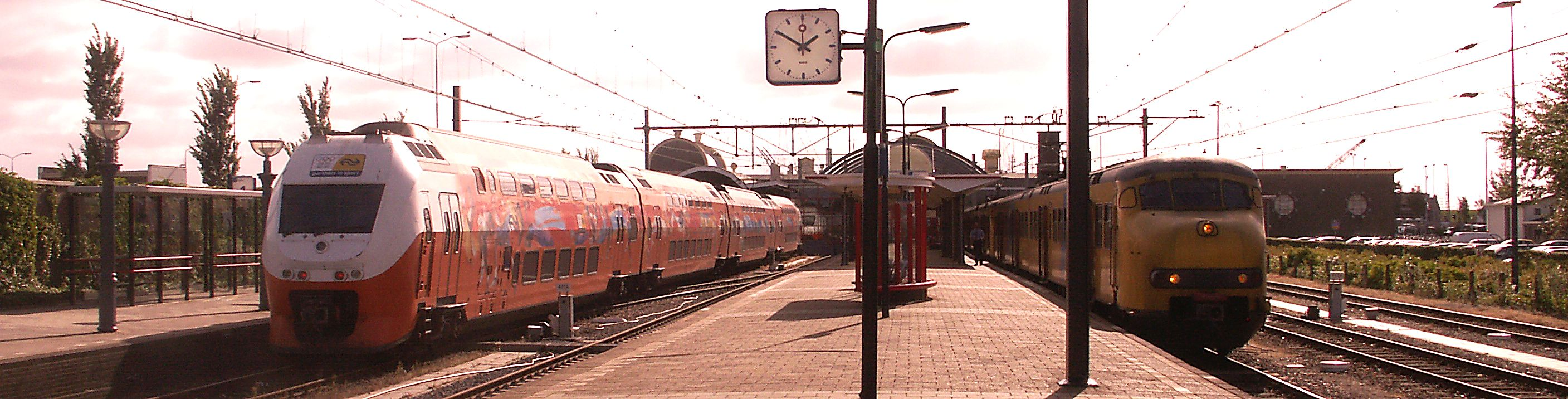
Deux trains de part et d’autre du quai central